# روب بوين
روب بوين (بالإنجليزية: Rob Bowen)‏ هو لاعب كرة قاعدة أمريكي، ولد في 24 فبراير 1981 في بيدفورد في الولايات المتحدة.

## وصلات خارجية
- روب بوين على موقع دوري كرة القاعدة الرئيسي (الإنجليزية)
- روب بوين على موقعبيزبول رفرنس.كوم (الدوري الرئيسي) (الإنجليزية)
- روب بوين على موقع إي إس بي إن.كوم (أم.أل.بي) (الإنجليزية)
- روب بوين على موقع مشجعي الرسوم البيانية (الإنجليزية)